# Christopher Reeve
Christopher D'Olier Reeve (Nova York, 25 de setembre de 1952 − Mount Kisco, 10 d'octubre de 2004) va ser un actor estatunidenc, director, productor, guionista i autor. Va representar el famós superheroi Superman.
Nascut a Nova York i criat a Princeton, Nova Jersey, Reeve va descobrir una passió pel teatre amb nou anys. Va estudiar a la Universitat Cornell d'Ithaca, Nova York, i va completar la seua formació al conservatori neoyorquí Juilliard School. Va debutar als teatres de Broadway el 1976, assolint la seua fama pels seus aclamats rols als films Superman i Superman II. Més tard però, va rebutjar participar en altres pel·lícules d'acció amb papers semblants, triant, per contra, participar en pel·lícules i obres de teatre on podria representar personatges més complexos. Més tard i al llarg de la seua carrera va aparèixer en produccions aclamades com Les bostonianes (1984), Street Smart (1987), El que queda del dia (1993), així com en les obres teatrals Fifth of July a Broadway i The Aspern Papers al West End londinenc amb Vanessa Redgrave.
El 27 de maig de 1995, Reeve va quedar tetraplègic, després d'un accident de cavall, en una competició a Culpeper, Virginia. Va necessitar una cadira de rodes i aparells de respiració, per la resta de la seva vida. Va fundar la Christopher and Dana Reeve Foundation i va cofundar el Reeve-Irvine Research Center, organitzacions dedicades a la investigació i promoció de teràpies amb cèl·lules mare.
Reeve va tornar al treball creatiu, dirigint In the Gloaming (1997) i actuant en el remake televisiu de Rear Window (1998). També va fer diverses aparicions a la sèrie de televisió de temàtica Superman Smallville, i va escriure dos llibres autobiogràfics, Still Me i Nothing Is Impossible. Al llarg de la seva carrera, Reeve va rebre un premi BAFTA, un premi del Sindicat d'Actors de Cinema, un premi Emmy i un premi Grammy.
Reeve es va casar amb Dana Morosini a l'abril de 1992, i van tenir un fill, William, nascut aquell juny. Reeve ja tenia dos fills, Matthew (1979) i Alexandra (1979), de la seva anterior relació amb la seva exnòvia Gae Exton.

## Filmografia
| Any  | Títol                                | Paper                                    |
| ---- | ------------------------------------ | ---------------------------------------- |
| 1978 | Gray Lady Down                       | Phillips                                 |
| 1978 | Superman                             | Superman/Clark Kent/Kal-El               |
| 1980 | Somewhere in Time                    | Richard Collier                          |
| 1980 | Superman II                          | Superman/Clark Kent/Kal-El               |
| 1982 | Deathtrap                            | Clifford Anderson                        |
| 1982 | Monsignor                            | Father John Flaherty                     |
| 1983 | Superman III                         | Superman/Evil Superman/Clark Kent/Kal-El |
| 1984 | Les bostonianes (The Bostonians)     | Basil Ransome                            |
| 1985 | The Aviator                          | Edgar Anscombe                           |
| 1985 | Anna Karenina                        | Simon Langton                            |
| 1987 | Street Smart                         | Jonathan Fisher                          |
| 1987 | Superman IV: The Quest for Peace     | Superman/Clark Kent/Kal-El               |
| 1988 | Interferències (Switching Channels)  | Blaine Bingham                           |
| 1988 | The Great Escape 2:Untold Story      |                                          |
| 1990 | The Rose and the Jackal              | Allan Pinkerton                          |
| 1991 | Bump in the Night (TV)               | Lawrence Muller                          |
| 1992 | Noises Off                           | Frederick Dallas/Philip Brent            |
| 1993 | El que queda del dia                 | Lewis                                    |
| 1993 | Morning Glory (TV)                   | Will Parker                              |
| 1993 | Frasier                              | Leonard (veu)                            |
| 1994 | Sense paraules                       | Bob 'Baghdad' Freed                      |
| 1995 | Village of the Damned                | Dr. Alan Chaffee                         |
| 1995 | Above Suspicion (TV)                 | Dempsey Cain                             |
| 1996 | Without Pity: A Film About Abilities | Narrador                                 |
| 1996 | A Step Toward Tomorrow               | Denny Gabrial                            |
| 1998 | Rear Window (TV)                     | Jason Kemp                               |
| 2002 | Smallville                           |                                          |
| 2006 | Everyone's Hero                      | (director) (productor executiu)          |
| 2006 | Superman II: The Richard Donner Cut  | Superman/Clark Kent/Kal-El               |
| 2007 | Christopher Reeve: Hope in Motion    | Ell mateix                               |